# Château de Montcornet
Le château  de Montcornet est une forteresse médiévale construite entre les XIe  et  XIIe siècles, dans la commune de Montcornet, dans le département des Ardennes.

## Historique

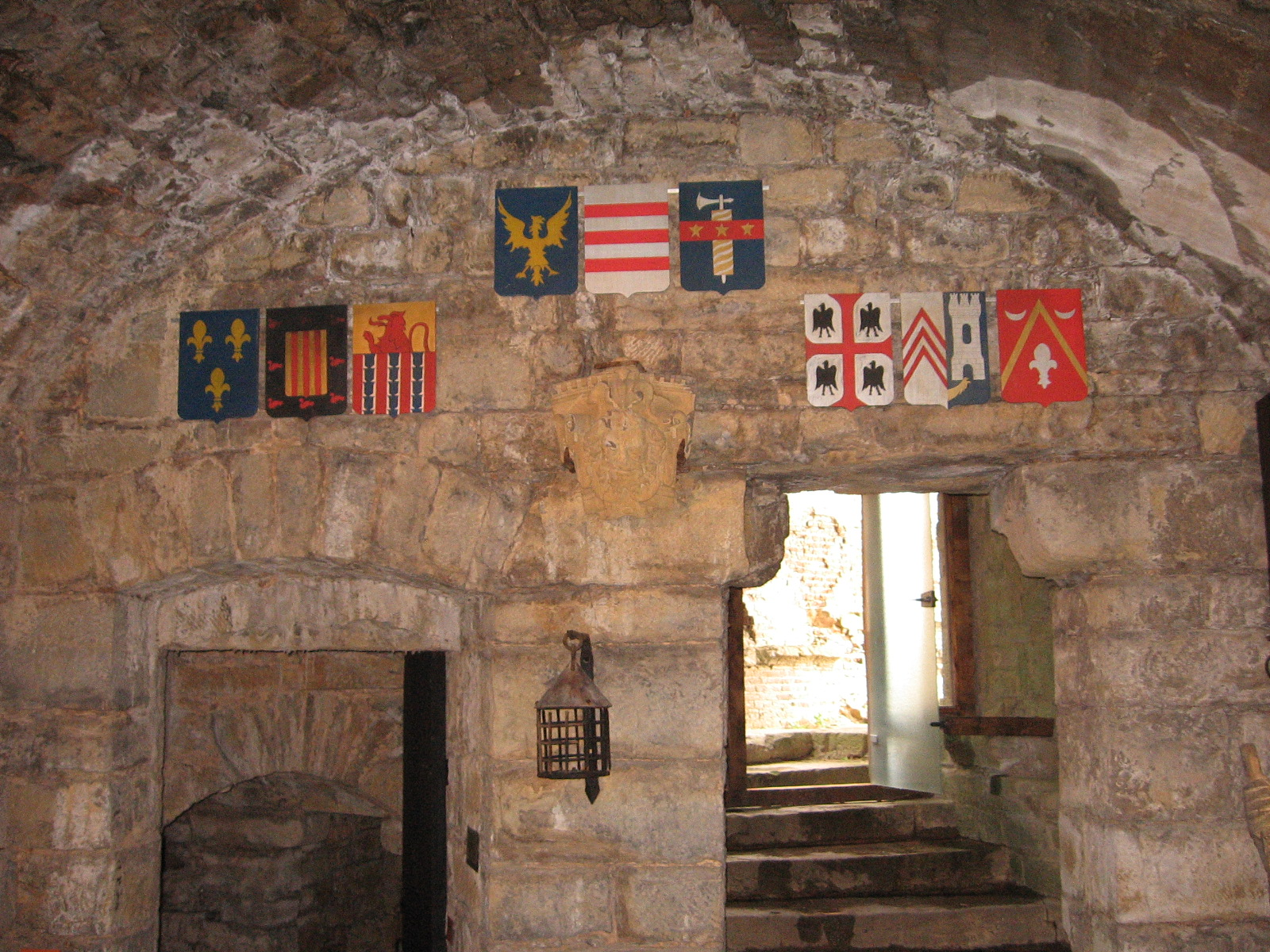
Salle d'armes, blasons des seigneurs de Montcornet

Le château est situé sur un éperon appelé Mont-cornu dominant la vallée et qui vraisemblablement a été habité de la Préhistoire jusqu'au XIe  ou  XIIe siècle (la date exacte n'étant pas connue), période de construction du château. 
Des fouilles ont permis d'établir que le castrum du fort remonte au début de la féodalité. 
Les premiers à avoir habité le château sont les Montcornet. 
Aux XIIIe et XIVe siècles, la forteresse passe à Miles de Noyer puis à la famille des Mello.
En 1443, Charles de Noyers et Jeanne de Murchain vendent cette seigneurie au Comte de Nevers. En 1446, Antoine de Croÿ (1390-1475), chambellan de Philippe III de Bourgogne, le rachète et le remanie profondément pour l'adapter aux armes à feu. Ce même Antoine de Croÿ donne à sa famille une importance considérable en réussissant à devenir le plus proche conseiller de Philippe le Bon, notamment dans la dernière décennie de son règne. Les Croÿ obtiennent dès lors gouvernements, titres et largesses.
En 1613, Charles de Gonzague, qui est en train de faire construire à quelque distance de là Charleville, capitale de sa principauté d'Arches, l'achète.
Le château passe aux mains des La Meilleraye, puis au duc d'Aiguillon qui le démantèle en 1766.
Seules des ruines arrivent aux Chabrillan puis à Madame de Caumont La Force qui en 1961 accepte de le céder à l'abbé Bernard Lussigny qui, aidé par des groupes et associations locales, entreprit des réparations conservatoires et des fouilles. 
Les découvertes faites lors des fouilles sont exposées dans une salle à proximité du château (clés, 400 monnaies, poteries, boulets, ossements).
Depuis la mort de l'abbé survenue en décembre 2009, l'association Les Amis de Montcornet est propriétaire du château et en assure la sauvegarde.
Ce qui reste du château fait l’objet d’une inscription au titre des monuments historiques depuis le 19 juillet 1926.

## Architecture
Montcornet présente un intéressant répertoire des dispositifs architecturaux utilisés dans les châteaux-forts au cours de la période de transition située à la charnière du Moyen Âge et de la Renaissance. Dans cette période, les anciens châteaux médiévaux durent s'adapter aux armes à feu et notamment trouver des parades contre les canons des assaillants (épaississement considérable des murailles, percement de postes de tir avec canonnières, construction de tours d'artillerie à plan bastionné ou en as de pique, installation de casemates à canons, etc.).
La barbacane (l'ouvrage avancé) qui contrôlait l'entrée du château possède une partie de ces améliorations défensives typiques de la seconde moitié du XVe siècle. Autre détail intéressant : le vieux donjon médiéval situé à la pointe de l'éperon rocheux portant le château, semble avoir eu son fossé défendu par un ouvrage défensif relativement rare – appelé  moineau – dont on peut observer l'ancien couloir d'accès traversant la base du mur du donjon. Les moineaux étaient des petites casemates pour armes à feu légères que l'on implantait au fond des fossés afin de pouvoir tirer sur un assaillant qui serait parvenu à descendre dans le fossé.
Les vestiges aujourd'hui visibles datent pour une bonne partie du XVe  et du début du  XVIe siècle.
Jules Michelet, le grand historien du XIXe siècle, dit avoir trouvé sa vocation en visitant le château qu'il qualifie de « Colisée féodal ».

## Images

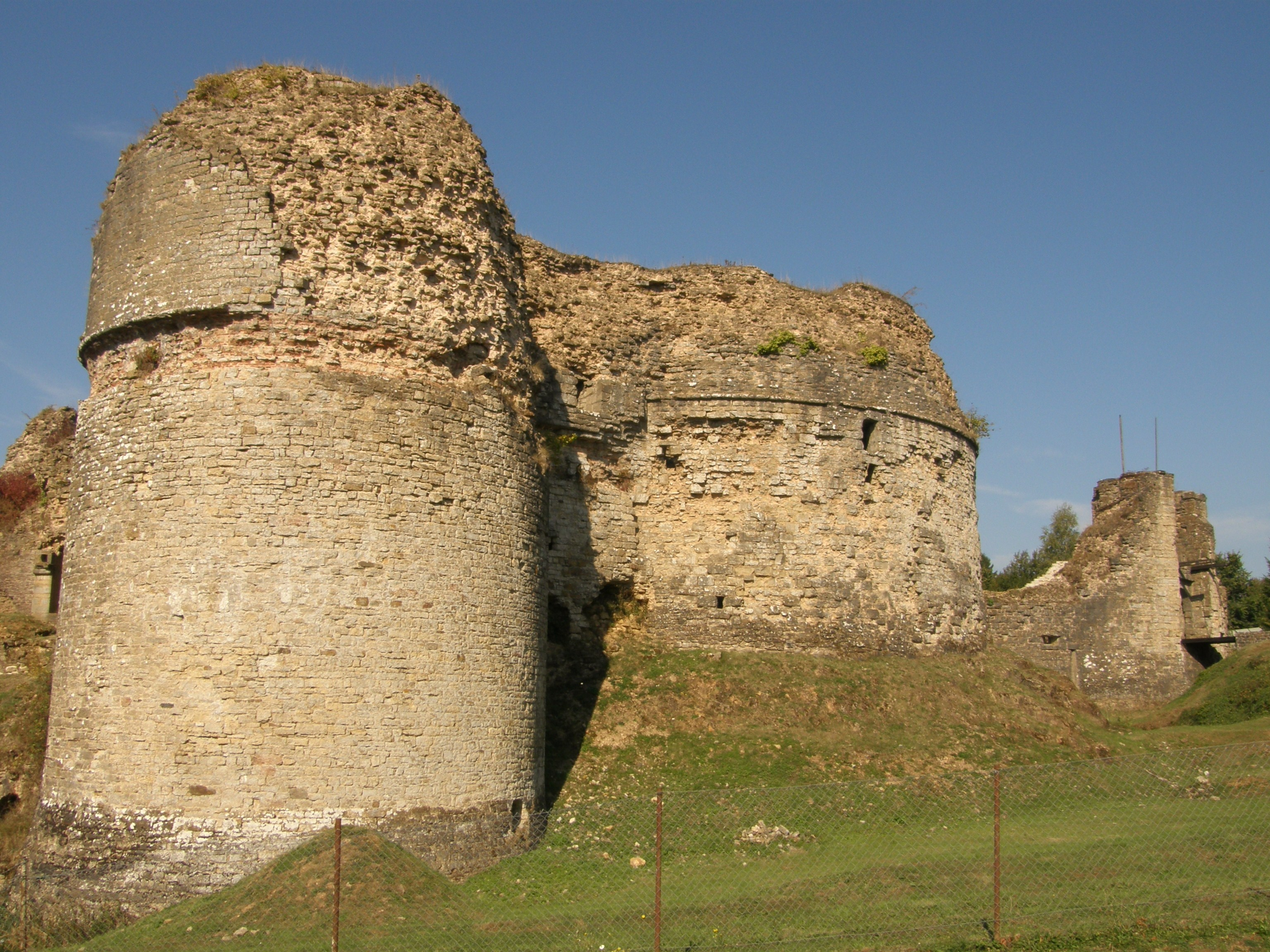
Tour modifiée.
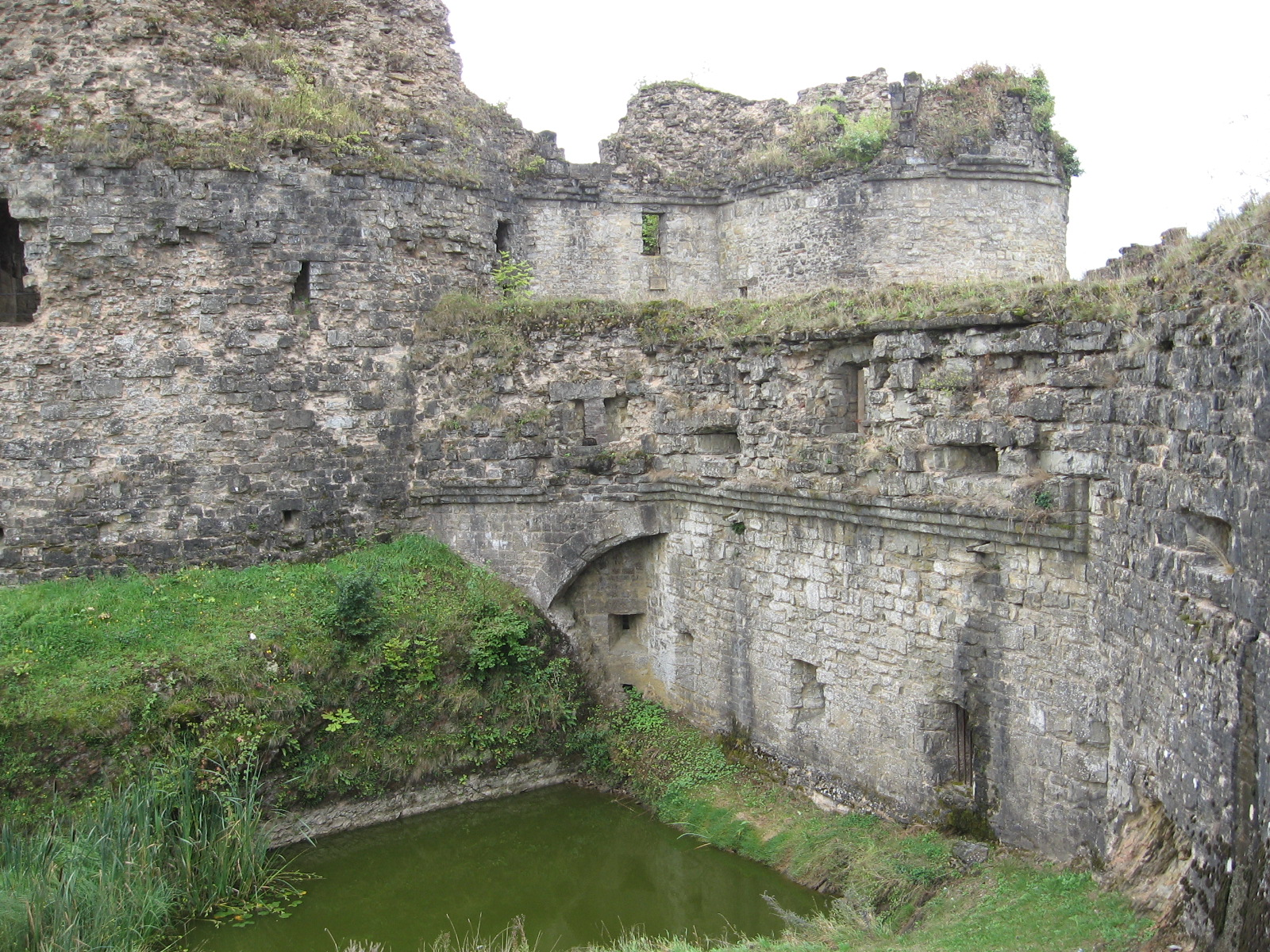
Meurtrières.
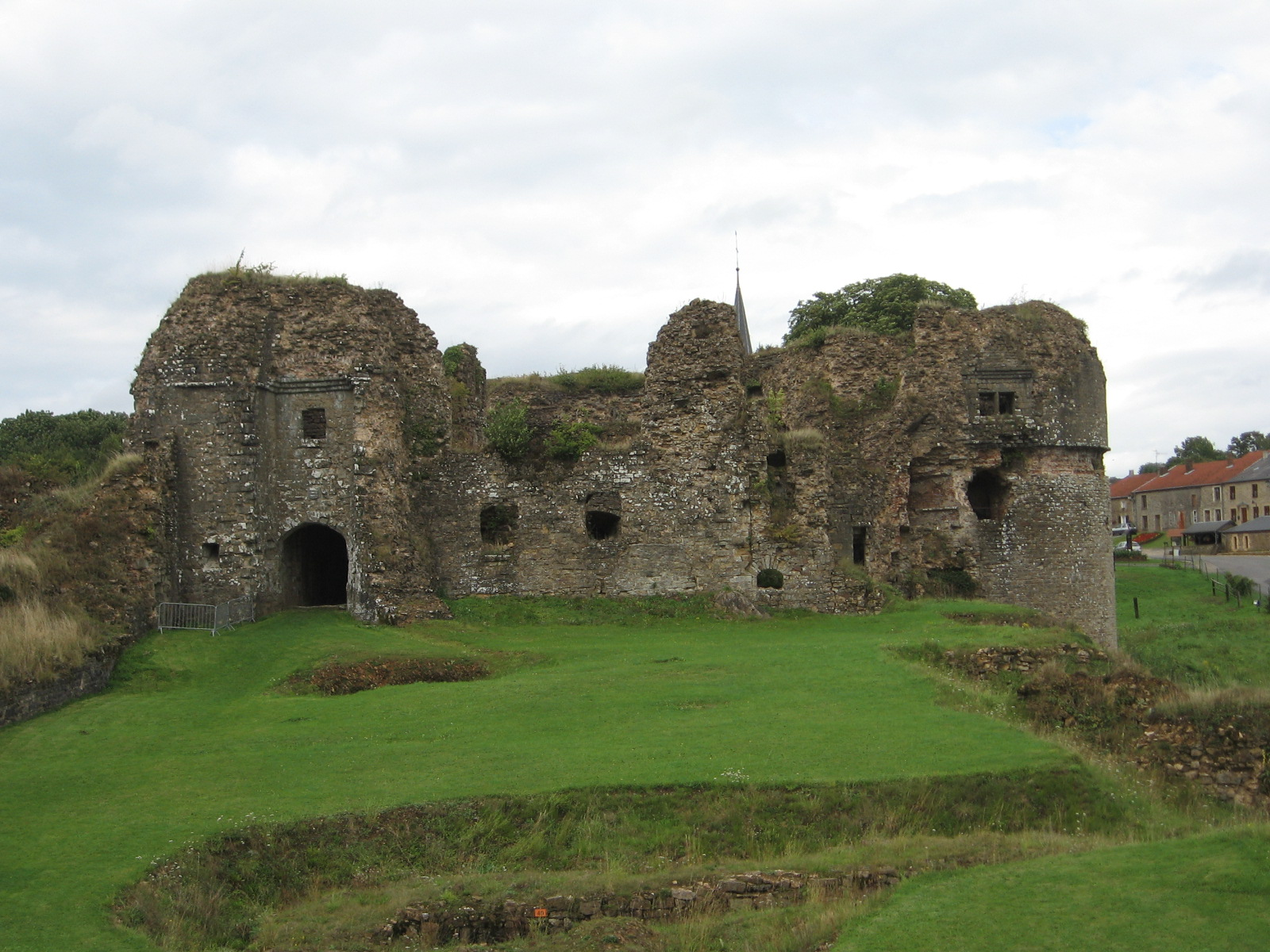
Vue générale.
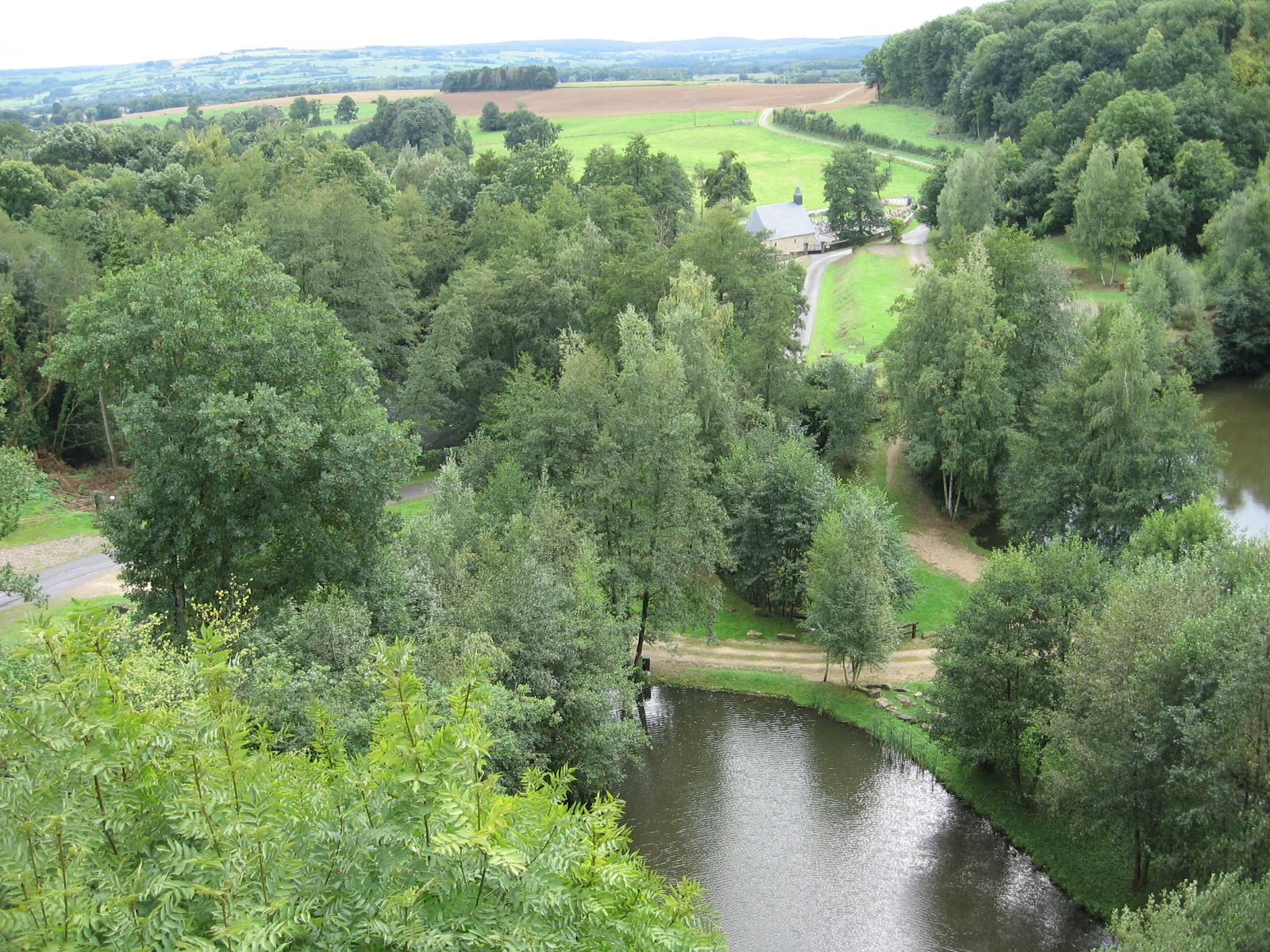
Point de vue.
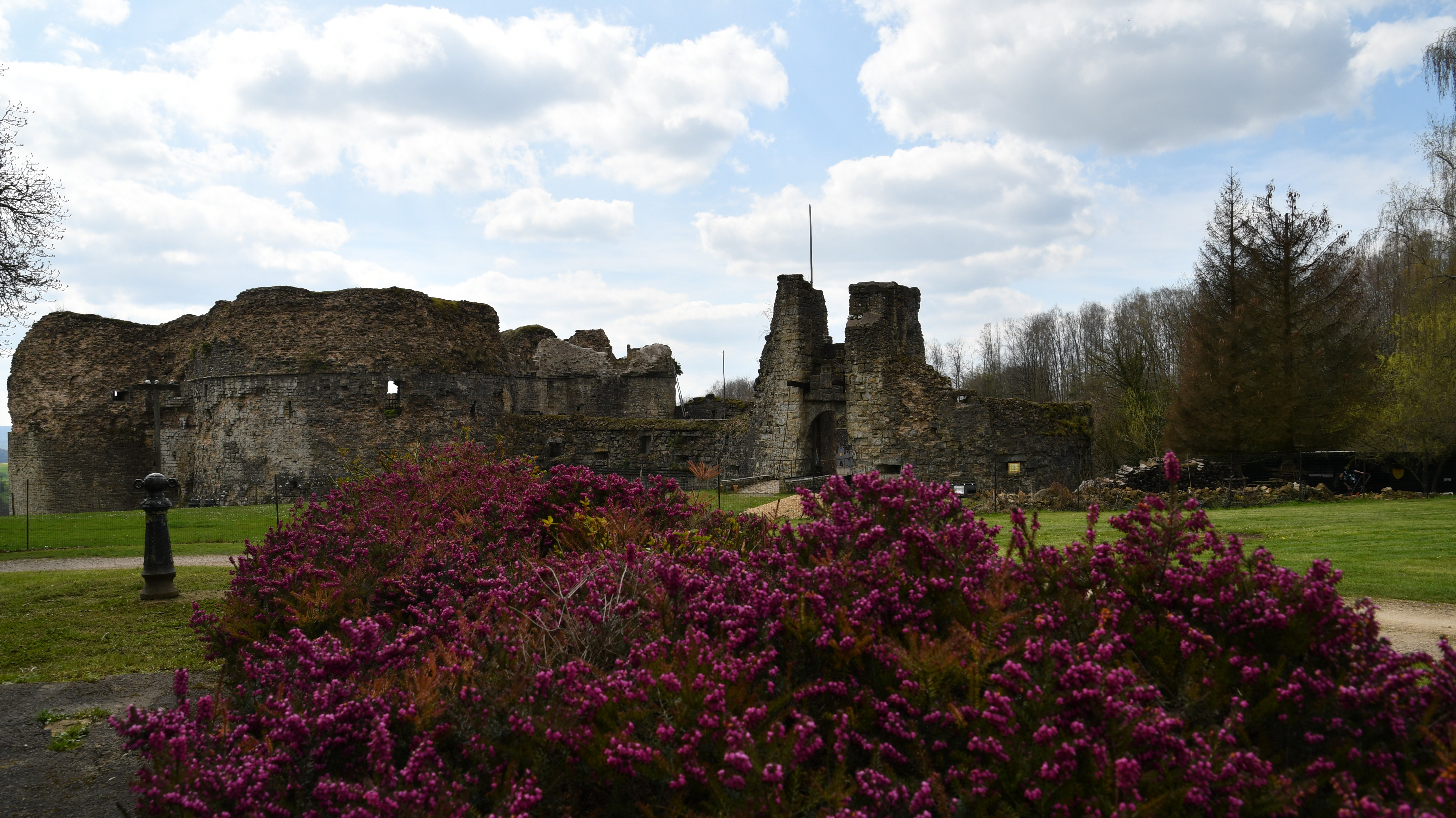
Le coté nord du château.